# Calotelea cincta
Calotelea cincta är en stekelart som beskrevs av Lubomir Masner 1980. Calotelea cincta ingår i släktet Calotelea och familjen Scelionidae. Inga underarter finns listade.